# Afrikanistiek

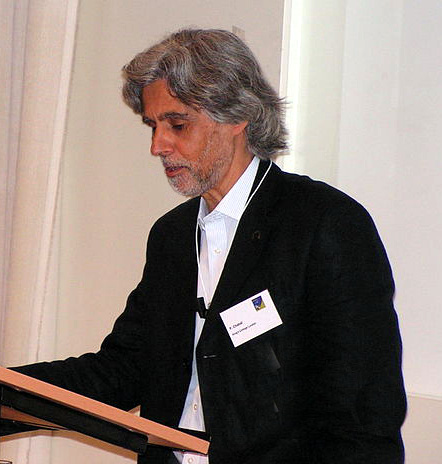
Patrick Chabal

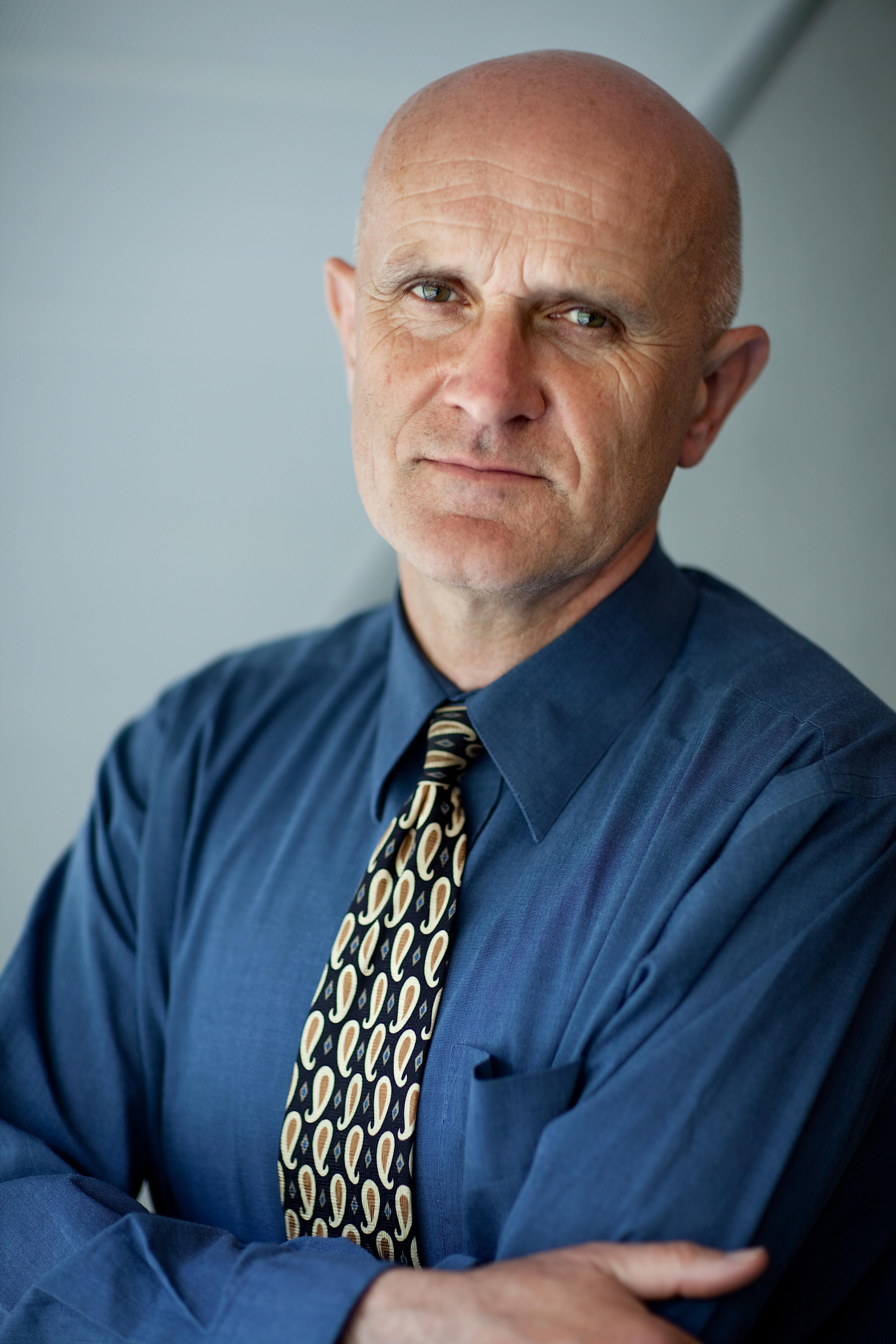
Stephen Ellis

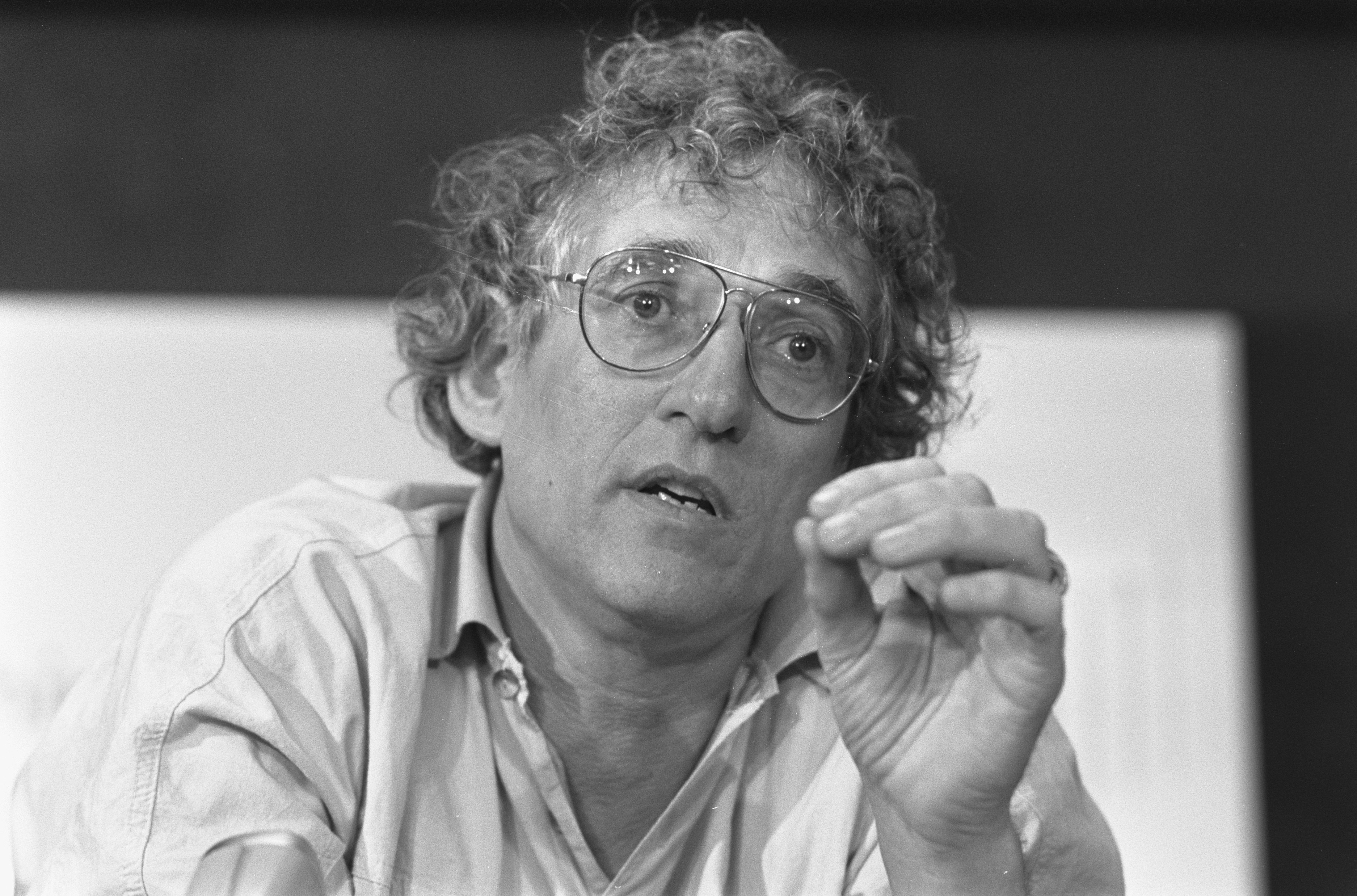
Klaas de Jonge

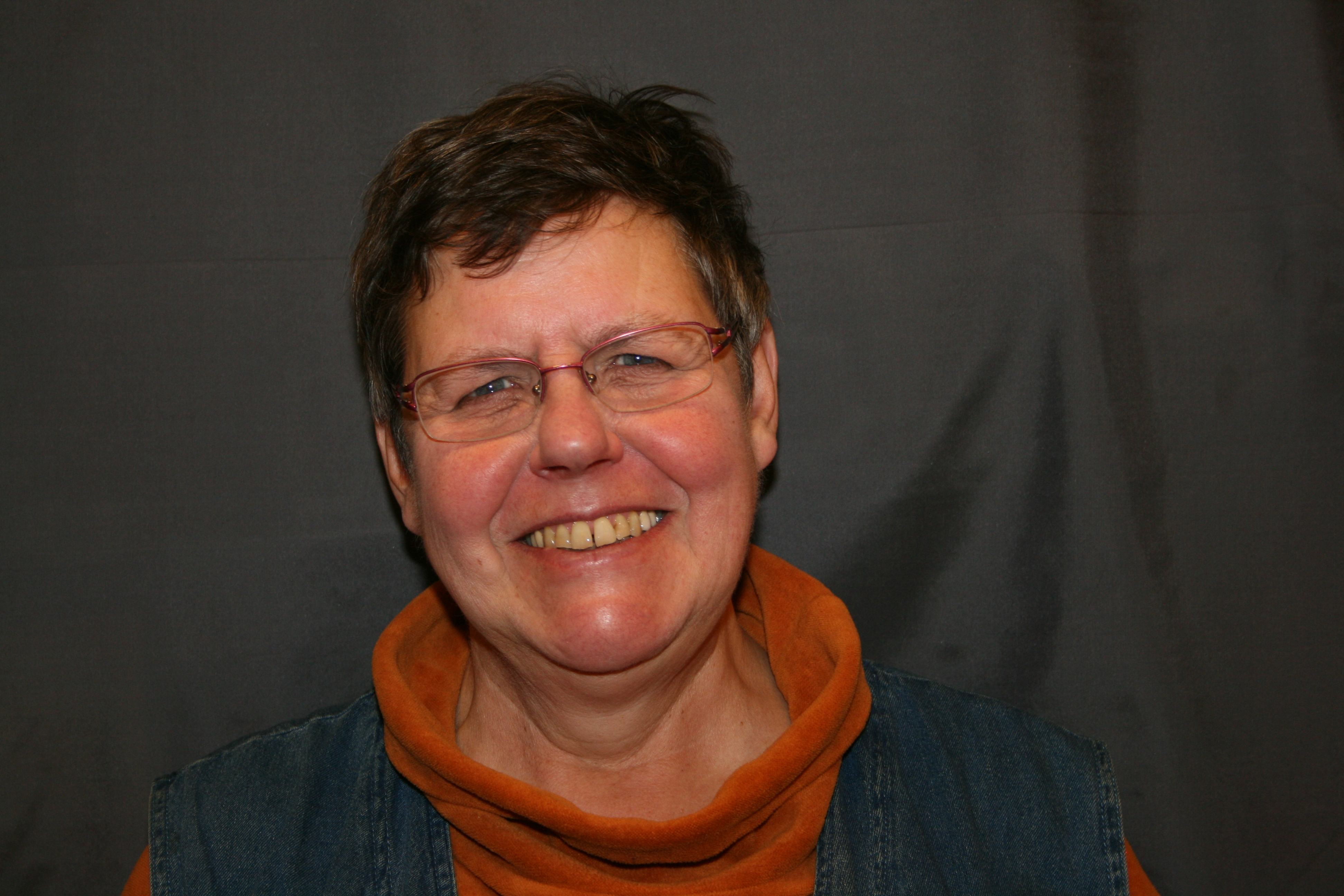
Ineke van Kessel

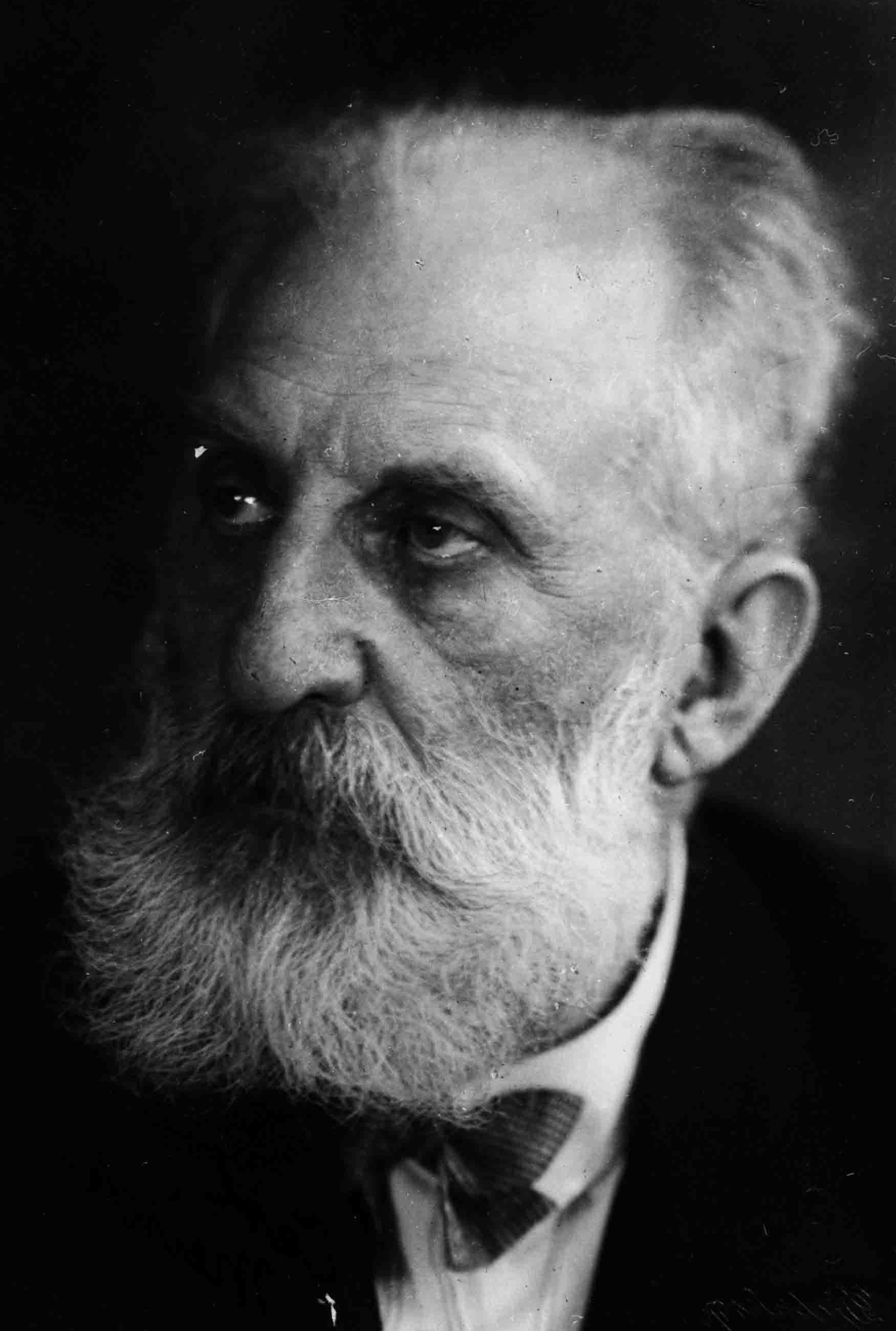
Carl Meinhof, linguïst

Afrikanistiek is de interdisciplinaire menswetenschap die Afrika bestudeert vanuit de verschillende invalshoeken van geschiedenis, literatuur en taalkunde, cultuur, religie, antropologie, rechtsgeschiedenis, sociologie, sociale geografie, sociale economie en politicologie. De beoefenaars van afrikanistiek heten afrikanisten in Nederland en afrikanologen in Vlaanderen. Onderzoeksinstituten met opleidingen zijn onder meer in Europa Nordiska Afrikainstitutet (Uppsala), School of Oriental and African Studies (Londen), Institut für Ethnologie und Afrikastudien der Johannes Gutenberg-Universität Mainz, Zentrum für Afrikastudien (Basel) en Institut für Afrikastudien (Universiteit van Bayreuth). In België en Nederland zijn er de opleiding Afrikaanse talen en culturen aan de Universiteit Gent en het Afrika-Studiecentrum (Leiden), respectievelijk. De Duitse Afrikanistiek was van oorsprong gericht op taalwetenschap, terwijl in Groot-Brittannië en de Verenigde Staten in de African studies de sociaal-wetenschappelijke aspecten voorop staan. De Nederlandse Vereniging voor Afrikastudies (NVAS) van Afrikadeskundigen en studenten bevordert onderling contact en voorlichting over Afrika aan een breed publiek door onder meer een jaarlijkse Afrikadag.

## Afrikanisten en hun onderzoek
onder meer

### België
- Daniël Biebuyck [en] (1925-2019), Congo
- Bambi Ceuppens (1963), voormalig Belgisch Afrika
- Luc de Heusch (1927-2012), Belgisch Congo
- Jacques Maquet (1919-2013), Rwanda
- Jules Marchal (1924-2003), Belgisch Congo
- A. E. Meeussen (1912-1978) [en], Bantoetalen
- Filip Reyntjens (1952), Rwanda
- Jan Vansina (1929-2017), geschiedenis Centraal-Afrika, boek Oral Tradition as History (1985)
- Daniël Vangroenweghe (1938), Centraal-Afrika en Belgisch Congo (rubberwinning)
- Jean-Luc Vellut (1936), Congo
- Julien Vermeulen (1950), koloniale en postkoloniale literatuur

### Nederland
- Lucien Adam (1890-1974), onder meer Frans-Afrika, Egypte, Libië, Soedan
- Wouter van Beek (1943), antropologie Dogonvolk van Mali, Kapsiki van Kameroen
- Martin Bossenbroek (1953), boerenoorlog, Zanzibar, slavernij in Oost-Afrika
- Robert Buijtenhuijs (1936-2004), bevrijdingsbewegingen van Tsjaad en Kenia
- Mirjam de Bruijn (1962), antropologie, hedendaagse geschiedenis, mobiele telefonie, Franstalig Afrika
- Stephen Ellis (1953-2015), nieuwste geschiedenis van Zuid-Afrika (ANC), Liberia, Nigeria, Madagaskar en Sierra Leone
- Peter Geschiere (1941), hekserij, identiteit in sub-Sahara Afrika
- Gerti Hesseling (1946-2009), landrecht Senegal
- Hans Holleman (1915-2001), inheemse rechtsstelsels en urbanisatie in Zuidelijk Afrika
- Petrus Johannes Idenburg (1898-1989), geschiedenis van Zuid-Afrika, historische status van Namibië, recht in Algerije
- Klaas de Jonge (1937), regio Casamance in Senegal
- Ineke van Kessel (1948), Zuid-Afrika, Ghana, Afrikanen in Nederland en Nederlands-Indië
- Emile van Rouveroy van Nieuwaal (1939), rechtsantropologie van Togo
- Bonno Thoden van Velzen (1933), socialistische hervormingen in Tanzania

### Internationaal
- J. F. Ade Ajayi (1929-2014), geschiedenis Nigeria en Yoruba
- Albert Adu Boahen (1932–2006), moderne geschiedenis van West-Afrika
- Gwendolen M. Carter (1906-1991), apartheid in Zuid-Afrika, nieuwste geschiedenis van Afrikaanse onafhankelijke staten
- Patrick Chabal (1951-2014), onder meer Amílcar Cabral, politicologie en post-kolonialisme
- John Henrik Clarke (1915-1998), rol Afrikanen in de wereldgeschiedenis
- Basil Davidson (1914-2010), Portugees Afrika en nadelen van de natiestaat in Afrika
- Kenneth Dike (1917-1983), geschiedenis van Nigeria
- Cheikh Anta Diop (1923–1986), hypothese Afrikaanse achtergrond farao's
- Stephen Ellis (1953-2015), nieuwste geschiedenis van Zuid-Afrika (ANC), Liberia, Nigeria, Madagaskar en Sierra Leone
- John Fage (1921–2002), Brits historicus over geschiedenis van West-Afrika en slavenhandel
- Frantz Fanon (1925-1961), psychoanalyse van (de)kolonisatie
- Joseph Greenberg (1915-2001), indeling van Afrikaanse talen
- Marcel Griaule (1898-1956), Ethiopië, antropologie van Dogonvolk in Mali
- William Leo Hansberry (1894-1965), Ethiopië
- Melville J. Herskovits (1895-1963), antropoloog, pionier African Studies in de VS, cultuur en economie van Afrika, Dahomey, verband Afrikaanse cultuur in Afrika en de VS
- Carl Meinhof (1857–1944), Bantoetalen
- Ali Mazrui (1933-2014), Afrikaanse cultuur als fusie van Afrikaanse, westerse en islamitische invloeden
- Roland Oliver (1923-2014), Afrikaanse geschiedenis in het algemeen
- Terence Ranger (1929-2015),[4] geschiedenis van Zimbabwe
- Robert Sutherland Rattray (1881–1938), Ashanti (Ghana)
- Walter Rodney (1942–1980), de slavenhandel in Guinee
- Justinian Rweyemamu (1942-1982), economie van Tanzania
- Jean Suret-Canale (1921–2007), Guinee
- Diedrich Westermann (1875–1956), linguïstiek van Afrikaanse talen
- Ivor Wilks (1928-2014), Ashanti